# Prionostemma piceum
Prionostemma piceum is een hooiwagen uit de familie Sclerosomatidae.